# 2005년 대한민국의 영화 목록
다음은 2005년에 개봉됐던 대한민국의 영화 목록이다.

## 목록
- 6월의 일기
- B형 남자친구
- 가능한 변화들
- 가문의 위기
- 가발
- 간 큰 가족
- 강력 3반
- 거칠마루
- 공공의 적 2
- 광식이 동생 광태
- 그때 그 사람들
- 그리스 로마신화 - 올림포스 가디언 - 기간테스 대역습
- 극장전
- 깃
- 나는 나를 파괴할 권리가 있다
- 나의 결혼원정기
- 남극일기
- 내 생애 가장 아름다운 일주일
- 너는 내 운명
- 녹색의자
- 다섯은 너무 많아
- 달콤한 인생
- 당시
- 댄서의 순정
- 동백꽃
- 러브토크
- 레드 아이
- 마파도
- 말아톤
- 목두기 비디오
- 몽정기2
- 무영검
- 미스터 소크라테스
- 미스터 주부퀴즈왕
- 바리바리 짱
- 박수칠 때 떠나라
- 별별 이야기
- 분홍신
- 빛나는 거짓
- 사랑니
- 사랑해, 말순씨
- 새드무비
- 소년, 천국에 가다
- 안녕, 사요나라
- 안녕, 형아
- 애인
- 야수와 미녀
- 엄마
- 여고괴담 4: 목소리
- 여자, 정혜
- 역전의 명수
- 연애
- 연애술사
- 연애의 목적
- 오로라 공주
- 왕의 남자
- 왕후 심청
- 외출
- 용서받지 못한 자
- 웰컴 투 동막골
- 이대로, 죽을 순 없다
- 작업의 정석
- 잠복근무
- 제니, 주노
- 종려나무 숲
- 주먹이 운다
- 천군
- 철수♡영희
- 청연
- 첼로: 홍미주 일가 살인사건
- 초승달과 밤배 (영화)
- 친절한 금자씨
- 키다리 아저씨
- 태풍
- 태풍태양
- 파랑주의보
- 파송송 계란탁
- 프락치
- 한길수
- 혈의 누
- 형사
- 활

## 같이 보기
- 대한민국의 여자 배우 목록
- 대한민국의 남자 배우 목록

## 참고 자료
- KOFIC 영화데이터베이스